# Winter-Universiade 2015/Nordische Kombination
Bei der Winter-Universiade 2015 wurden drei Wettkämpfe in der Nordischen Kombination ausgetragen.

## Bilanz

### Medaillenspiegel
| Platz  | Land        | Gold | Silber | Bronze | Gesamt |
| ------ | ----------- | ---- | ------ | ------ | ------ |
| 1      | Polen       | 2    | –      | 2      | 4      |
| 2      | Deutschland | 1    | 2      | –      | 3      |
| 3      | Japan       | –    | 1      | –      | 1      |
| 4      | Russland    | –    | –      | 1      | 1      |
| Gesamt | Gesamt      | 3    | 3      | 3      | 9      |

### Medaillengewinner
| Disziplin                        | Gold                                               | Silber                                           | Bronze                                             |
| -------------------------------- | -------------------------------------------------- | ------------------------------------------------ | -------------------------------------------------- |
| Normalschanze/10 km              | Adam Cieślar                                       | David Welde                                      | Szczepan Kupczak                                   |
| Massenstart 10 km /Normalschanze | Adam Cieślar                                       | David Welde                                      | Mateusz Wantulok                                   |
| Team Normalschanze/3 × 5 km      | DeutschlandJohannes Wasel Tobias Simon David Welde | JapanGō Yamamoto Aguri Shimizu Takehiro Watanabe | RusslandSamir Mastijew Nijas Nabejew Ernest Jachin |